# 铁公爵级战列舰
铁公爵级是英国建造的一型战列舰，同级舰4艘。
- 铁公爵号(HMS Iron Duke)
- 馬爾堡號(HMS Marlborough)
- 本鲍号(HMS Benbow)
- 印度皇帝号(HMS Emperor of India)

## 战舰概貌
铁公爵级战列舰是英王喬治五世級的改进型，1912年开工，于1914年间竣工。排量比乔治五世国王级稍大，铁公爵级加强了副炮火力，为了以对抗吨位日益增大的驱逐舰的威胁，加大副炮口径，采用6英寸口径副炮。第一海务大臣费舍尔海军上将(John Arbuthnot Fisher)曾反对增加副炮口径，但他于1910年退休。因此，铁公爵级于1911年修改设计，获得6英寸口径副炮。副炮全部安装在艏楼中，这是外观上与俄里翁級、乔治五世级最明显的区别。为了减轻结构重量该级舰放弃了以往英国战列舰上安装的水密隔舱纵向隔板，水下防护成为隐患。

這四艘船是第一次世界大戰爆發時皇家海軍中最先進的戰艦，儘管很快便被伊麗莎白女王級的五艘船所超越。它們活躍於大艦隊的各場戰爭中，鐵公爵號在其中擔任艦隊司令約翰·傑里科上將的旗艦。鐵公爵號，本鲍号和马尔博罗号中的三艘曾出現在日德蘭海戰役中。印度皇帝号因在碼頭進行定期改裝而錯過了戰鬥。四艦在戰爭結束後，由於一流的戰列艦現役數量有所限制；根據1930年簽署的《倫敦海軍條約》，它們全部被移除第一線。鐵公爵號淪為訓練船和倉庫船，並一直擔任該職務，直到1946年她被報廢。本鲍号在1931年被廢棄，馬爾堡號在1932 年被廢棄。印度皇帝號在1931年為成為靶艦被擊沉，但後來又被重新浮動以便在1932年被廢棄。
铁公爵号于1914年在艉部的上层建筑安装两门3英寸口径高射炮，是英国首个安装防空武器的战舰，主要是为反德国飞艇。1916年5月日德兰海战后，进行增强水平装甲、炮塔及弹药舱壁等要害部位装甲的改装。

## 設計

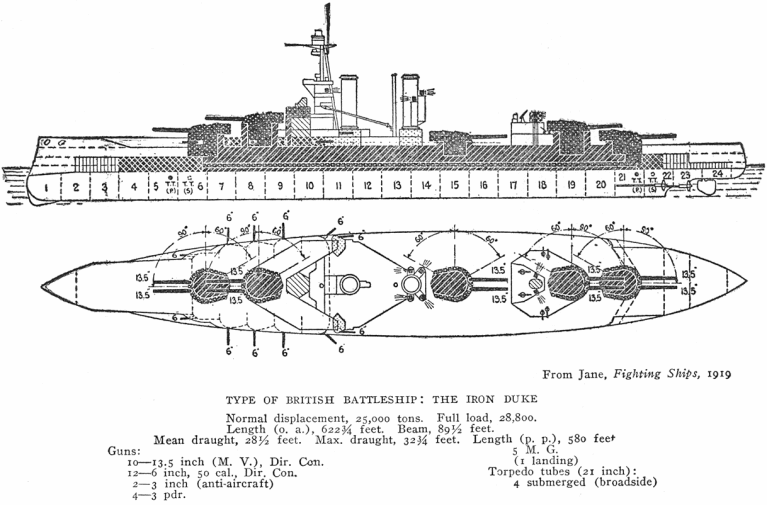
鐵公爵級艦船的平面圖和左視圖，始於 1919年的簡氏戰鬥艦

### 一般特徵
铁公爵級有622英尺9英寸（189.9米）长的艦體，橫梁最寬處的寬度為 90英尺（27.4米）和吃水 29英尺（8.8米）。  與先前的喬治五世國王級的艦船相比，長度增加了25英尺（7.7 m），寬度增加了1 ft（.3 m）。 铁公爵級排水量 25000  長噸（25400  噸）。 這比之前的喬治五世國王级重2,000噸（2,032噸），這主要是由於副炮的口徑增加所致。 
這些船由四軸帕森斯渦輪機提供動力。蒸汽由18個Babcock＆Wilcox或Yarrow鍋爐提供給渦輪機。發動機的額定功率為29,000  軸馬力，最高時速為21.5 節（39.8  公里/小時； 24.7  英里/小時）。鐵公爵和她的姐妹們的燃料儲存能力為3,200長噸（3,300噸）煤炭和1,030長噸（1,050噸）石油。這使得巡航速度為10 kn（19 km / h; 12 mph）時，最大航程為7,780 海裡（14,410  km ; 8,950  mi）。

#### 主炮

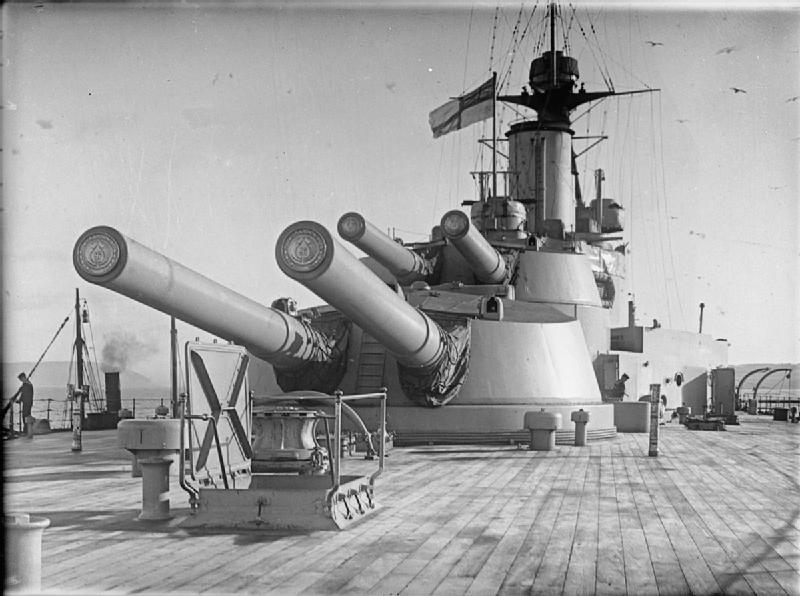
HMS 印度皇帝号的後部炮塔（X和Y）砲塔

铁公爵級一般安裝的主炮為10門13.5英寸（34.3厘米）的Mk V火炮。以雙聯装的方式分佈在五個安裝在中心線上的炮塔上. 兩個砲塔向前放置在超發射對中（“ A”和“ B”砲塔），一個砲塔中部（即“ Q”砲塔）緊接在兩個漏斗之後，將兩個砲塔放置在後上部結構後部的超發射對中（“ X”和“ Y”砲塔）。所使用的砲塔是Mk II，其重量為600噸，可以下降至-5°，俯仰至20°  儘管如此在建造時，瞄準鏡上的射程刻度盤已刻度至15度；日德蘭戰役後的某個時間安装了超高凸輪和棱鏡，使炮塔能夠完全俯仰升起。前後砲塔可以從中心線向任一方向轉向150°，而“ Q”的射程要小得多。它可以轉向使目標與船上火炮成30°至150°之間的角度。
炮管以每分鐘1.5至2發炮彈的速度射擊。Mk V“重型”火砲能發射多種砲彈，包括高爆彈和穿甲彈；它們都重達1,400磅（635公斤）。炮管裝有重達297磅（135千克）的MD45 推進劑裝藥。這些都放在絲綢袋裡。為發特時提供了2,491 ft / s（每秒759米）的炮口速度。在最大仰角為20°時，火砲的射程為23,740碼（21,710 m），儘管在最大有效仰角為15°時，射程稍短約為20,000碼（18,290 m）。在10,000碼（9,144 m）的射程下，火炮最多可穿透12.5英寸（318 mm）的克虜伯膠合水泥鎧甲，足以擊穿當代的德國無畏艦。

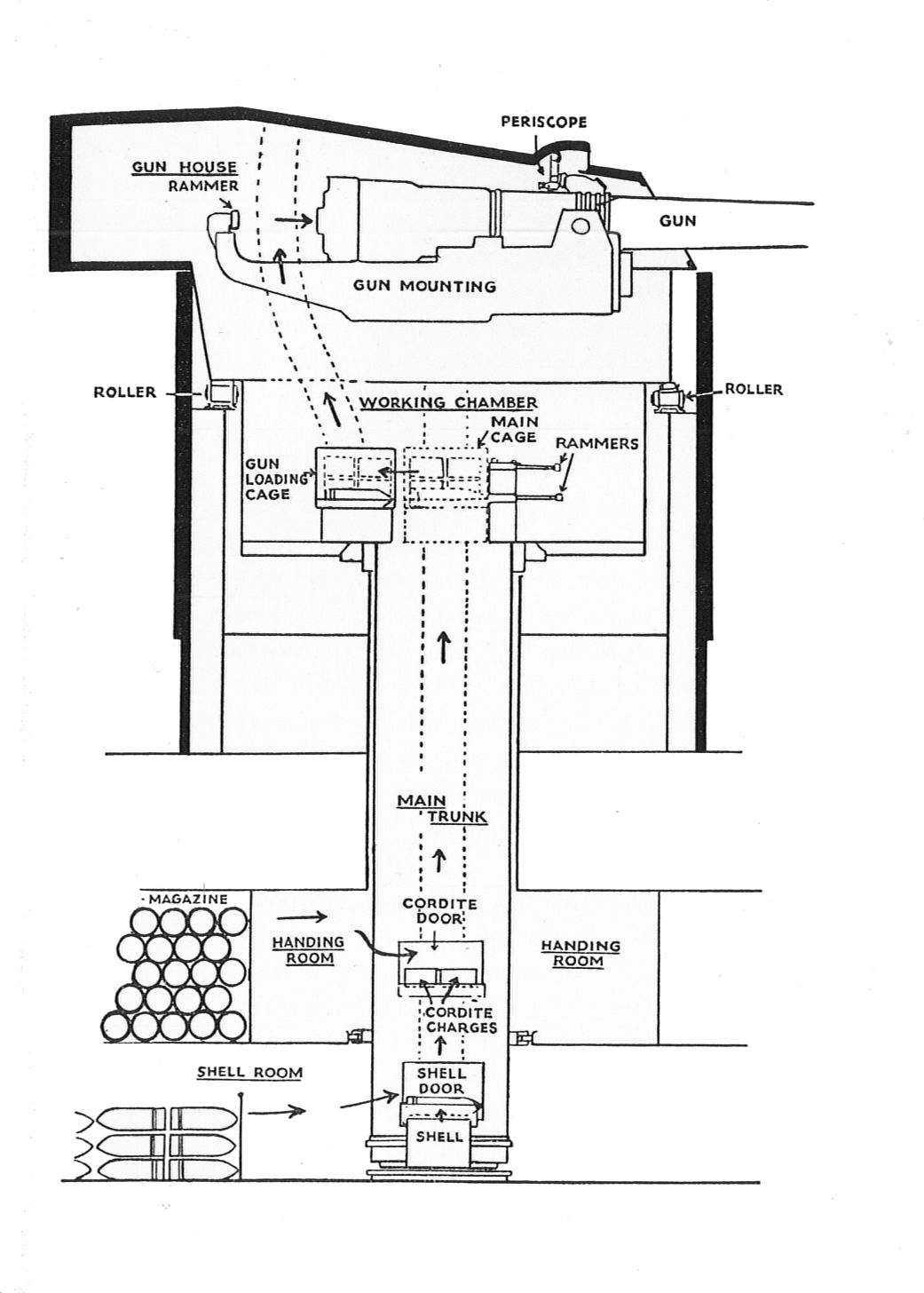
Mark V 34.3cm（45口徑）主炮結構圖

### 裝甲
铁公爵級戰艦是帶有一個厚裝甲帶即305毫米（12.0英寸）的船，其中該彈藥庫，機房，以及船舶的其他重要部分分別位於中心區。裝甲帶朝船首和船尾逐漸減小至102毫米（4.0英寸）。炮座裝甲分別在側面為254毫米（10.0英寸），在後部不太可能的命中的部位為75毫米（3.0英寸）。砲塔本身的側面厚度為280毫米（11英寸）。艦船的甲板厚裝甲度為25-65毫米（1-2.5英寸）。在1916年5月的日德蘭海戰之後，艦上增加了約820噸裝甲，主要是為了加厚主砲塔周圍的甲板，並增加了彈藥庫中的艙壁。

## 姊妹艦
| 船         | 建造者                   | 开工          | 下水           | 交付           | 拆解                   |
| ---------- | ------------------------ | ------------- | -------------- | -------------- | ---------------------- |
| 铁公爵号   | HM造船廠，朴茨茅斯       | 1912年1月12日 | 1912年10月12日 | 1914年3月10日  | 1949年在格拉斯哥       |
| 馬爾堡號   | HM造船廠，德文波特       | 1912年1月25日 | 1912年10月24日 | 1914年6月2日   | 1932年 在羅斯賽 Rosyth |
| 本鲍号     | 威廉比爾德莫爾，格拉斯哥 | 1912年5月30日 | 1913年11月12日 | 1914年10月7日  | 1931年 在羅斯賽 Rosyth |
| 印度皇帝号 | 維克斯（Fickers）        | 1912年5月31日 | 1913年11月27日 | 1914年11月10日 | 1932年 在羅斯賽 Rosyth |

### 铁公爵号 (HMS Iron Duke)
經調試，鐵公爵号被分配到本土艦隊喬治·卡拉漢海軍上將的旗艦。第一次世界大戰爆發後，皇家海軍進行了重組；本土艦隊和大西洋艦隊合併組成大艦隊 ;鐵公爵号繼續擔任約翰·傑利科的艦隊旗艦。該船參加了所有主要艦隊行動，儘管其中只有一場真正的戰斗並直至結束——那就是於1916年5月31日的日德蘭海戰。  日德蘭海戰時，鐵公爵号被分配到第3師第四戰鬥中隊，並駐紮在英國戰線的中心。
戰爭結束後，鐵公爵号被轉移到地中海艦隊。1919-20其間於黑海在俄國內戰期間支持白俄羅斯。1922年《華盛頓海軍條約》要求從現役名冊中刪除鐵公爵号。但是，她在艦隊中仍待了一段很短的時間，於1926年被調到大西洋艦隊服役。這項任務持續了3年之後她被除役。 除役後它被用作訓練艦。它的兩個砲塔和大量的裝甲被拆除，並且拆除了一些鍋爐使它的速度降低到18节(33公里/21英里）。 它後來於1939年開始在斯卡帕湾擔任補給艦。當年第二次世界大戰爆發後，她剩餘的炮管被拆除用於海岸防禦。德軍轟炸機於1939年10月17日襲擊了它；儘管他們沒有直接命中，但幾起未擊中仍造成了重大損失。進行修理後，戰艦恢復了它作為倉庫船的職責，直到戰爭結束。她最終於1946年除役并出售。

### 馬爾堡号 (HMS Marlborough)
日德蘭海戰中，馬爾堡是同級別中參與度最高的戰艦；載彈292枚她總共發射了162枚大口徑砲彈。她被分配到第 1戰鬥中隊的第6師，朝英國防線後方前進。她曾擔任塞西爾·伯尼海軍上將的旗艦。   戰鬥中，她被魚雷中隊擊中；魚雷在船身撕破一個21 m x 6 m（70 ft x 20 ft）的孔。儘管受到了損壞速度降低至17 kn（31 km / h； 20 mph），她仍能保持在作戰位置。馬爾堡繼續開火，直到無法有效使用她的火炮射擊敵人的地步。船最終撤退至亨伯(Humber)，在那裡進行了3個月的維修。
戰後，馬爾堡号（Marlborough）和鐵公爵（Iron Duke）加入了地中海艦隊一直持續到1929年 。該船在1932年被除役并出售。

### 本鲍号 (HMS Benbow)

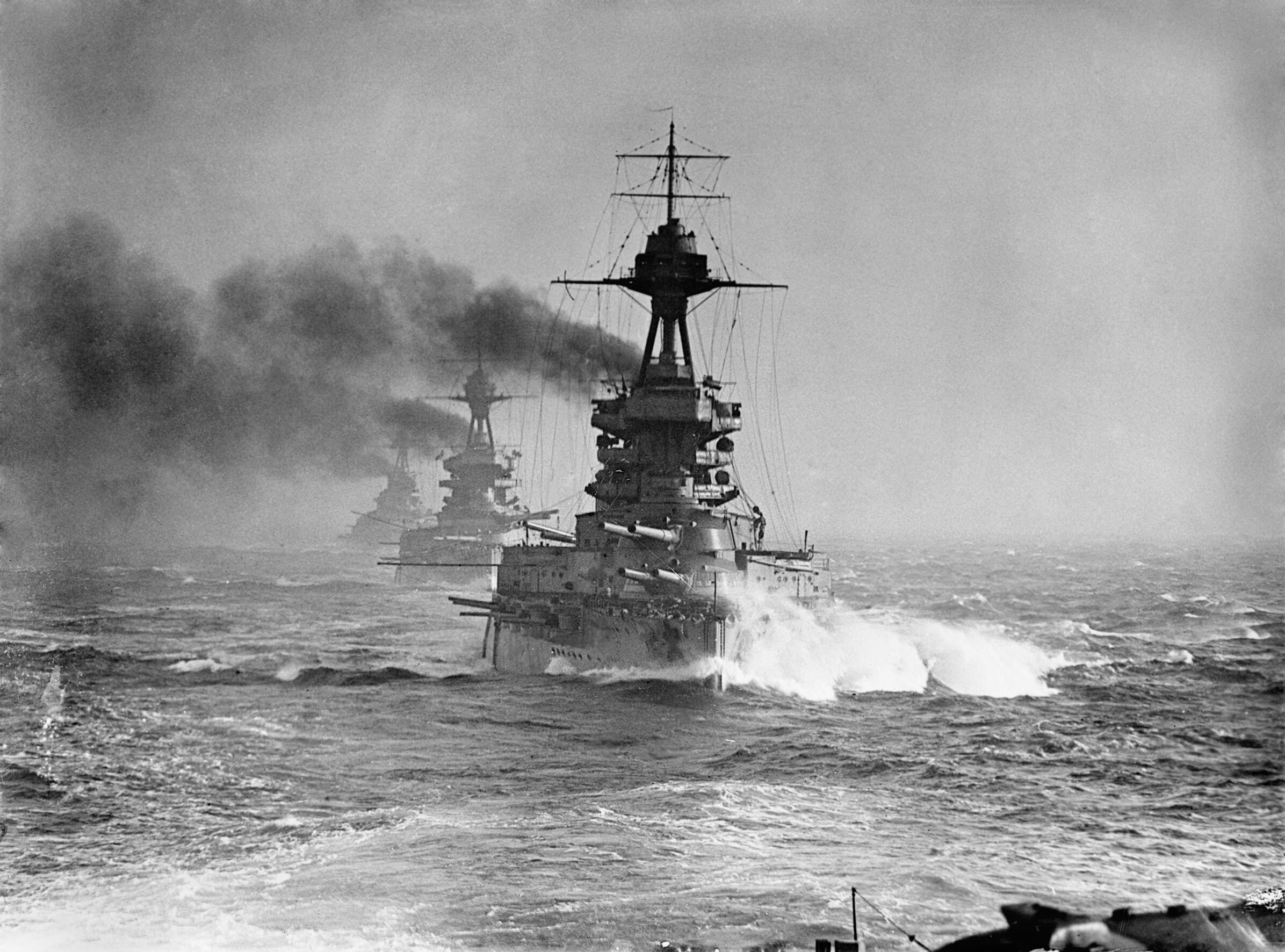
戰鬥中的本鲍号

像她的姐妹們一樣，本鲍号在第一次世界大戰期間被派往大艦隊。她於1914年12月10日被分配到第四戰鬥中隊。 日德蘭海戰期間，本鲍號是第四戰鬥中隊第四師司令多芬·斯特德海軍上將的旗艦。第四部是正前方的第3師，其中有傑利科海軍上將指揮的鐵公爵号。 在整個戰鬥中戰艦均未受損。像鐵公爵号和馬爾堡号，本鲍号于1919年被轉移到地中海，她為黑海的白俄軍队提供了砲兵支援。她於1926年跟隨馬爾堡号（Marlborough）到達大西洋艦隊（Atlantic Fleet）；她在1929年除役并出售。

### 印度皇帝号(HMS Emperor of India)
1914年12月，印度皇帝号也被任命為第4戰鬥中隊的成員。但她錯過了日德蘭海战，因為她當時在碼頭進行定期改裝。戰爭結束後，她與同級別的其他三艘船一起被轉移到地中海艦隊。印度皇帝号於1922年返回英國進行改裝，此後她恢復了在地中海的職務。她同樣於1926年與姐妹們一起加入大西洋艦隊，並於1929年遭受除役。然而，她並沒有被廢棄而是被用作靶舰，並於1931年沈沒。此後不久，她被打撈並於6月出售。
1. 1 2 3 4 5 6  Hore, p. 45
2. 1 2 3  Hore, p. 44
3. ↑  Gardiner and Gray, p. 31
4. ↑  ADM 186/216 The Sight Manual, 1916, p. 23
5. 1 2  DiGiulian, Tony. . Navweaps.com. 1 May 2009  [25 August 2009]. （原始内容存档于2012-03-25）.
6. 1 2 3 4 5 6
7. 1 2  Tarrant, p. 289
8. ↑  Hore, p. 44–45